# Liste der FFH-Gebiete in der Stadt Aschaffenburg
Die Liste der FFH-Gebiete in der Stadt Aschaffenburg zeigt die FFH-Gebiete der unterfränkischen Stadt Aschaffenburg in Bayern.
Teilweise überschneiden sie sich mit bestehenden Natur-, Landschaftsschutz- und EU-Vogelschutzgebieten.
Im Landkreis befinden sich insgesamt drei und zum Teil mit anderen Landkreisen überlappende FFH-Gebiete.
| Extensivwiesen und Ameisenbläulinge in und um Aschaffenburg |  | 6021-371 WDPA: 555521299 | Landkreis Aschaffenburg, Aschaffenburg |  | ⊙ | 250,82 |  |
| Standortübungsplatz Aschaffenburg                           |  | 6021-302 WDPA: 555521298 | Aschaffenburg                          |  | ⊙ | 86,00  |  |
| Streuobstwiesen zwischen Erbig und Bischberg                |  | 6020-301 WDPA: 555521297 | Aschaffenburg                          |  | ⊙ | 177,00 |  |
| Legende für Fauna-Flora-Habitat                             |  |                          |                                        |  |   |        |  |